# Lauterstein
Lauterstein település Németországban, azon belül Baden-Württembergben. Lakosainak száma 2587 fő (2023. december 31.).

## Népesség
A település népessége az elmúlt években az alábbi módon változott:
| Lakosok száma | 2484 | 2601 | 2592 | 2538 | 2692 | 2825 | 2851 | 2794 | 2536 | 2587 |
|               | 1961 | 1967 | 1974 | 1980 | 1987 | 1993 | 2000 | 2006 | 2013 | 2023 |